# Гемеш
Гемеш (рум. Ghemeș) — село у повіті Бистриця-Несеуд в Румунії. Входить до складу комуни Мілаш.
Село розташоване на відстані 290 км на північний захід від Бухареста, 39 км на південь від Бистриці, 64 км на схід від Клуж-Напоки.

## Населення
За даними перепису населення 2002 року у селі проживали 114 осіб, усі — румуни. Усі жителі села рідною мовою назвали румунську.